# Tryggve Troedsson
Tryggve Troedsson, född 14 maj 1923, död 10 september 2010 i Hakesta, var en svensk geolog och pedolog. 
Troedsson var professor i skoglig marklära vid Skogshögskolan i Stockholm 1957–1977 (i Uppsala från 1974) och därefter vid Sveriges lantbruksuniversitet i Uppsala 1977–1988. Han var son till Gustaf Troedsson, dotterson till Johan Christian Moberg, och gift med Ingegerd Troedsson sedan 1949.
Troedssons forskning rörde bland annat skogsmarkens hydrologi och markvård. År 1961 påbörjade han den kartering av skogsmarken som senare skulle utvecklas till Markinventeringen; denna utgör en del av Riksinventeringen av skog tillsammans med Riksskogstaxeringen. 
Markinventeringen är grunden för miljöövervakningen av skogsmark och resultaten redovisas exempelvis i webbtjänsten Markinfo. Under 1980-talet studerade Troedsson även hur skogsmarkens egenskaper påverkar känsligheten mot försurning, och han arbetade med att ta fram en jordmånskarta över Sverige.
Troedsson bidrog till att sprida kunskaper om mark genom boken Marklära och markvård, som han skrev tillsammans med Nils Nykvist 1973. Han valdes in i Kungl. Skogs- och Lantbruksakademiens skogsavdelning 1981.

## Utmärkelser
- Kommendör av Nordstjärneorden, 3 december 1974.[1]